# Mario Soto Weninger
Mario Jorge Soto Weninger (Moyobamba, departamento de San Martín, Perú, 19 de abril de 1987) es un futbolista peruano. Juega de centrocampista y actualmente está sin equipo. Tiene 37 años.

## Trayectoria
Comenzó su carrera futbolística en la Escuela de Fútbol del club Atlético Belén, equipo con el cual participó en diversos campeonatos llegando a participar en el Campeonato Pre-Nacional Categoría 87 «Cantolao». Su primera participación en el fútbol amateur de primera fue a sus cortos 14 años de edad en el Club Zaragoza de Moyobamba. Sus últimos encuentros en el fútbol amateur los disputó con la camiseta del Club Deportivo Emilio San Martín de Moyobamba por la Copa Perú, participando hasta la etapa regional ante el UTC de Cajamarca.
En el año 2005, pasó unas pruebas para pertenecer a las divisiones menores del Coronel Bolognesi en su sede de Lima, su buen juego rápidamente hizo que los directivos lo llevasen a Tacna para incorporarse al primer equipo. Luego de varias fechas en el banquillo de suplentes, la oportunidad de debutar se la dio Jorge Sampaoli un 27 de agosto de 2006 ante el Sport Ancash de Huaraz.
Ya para el 2007, Soto tuvo mayor continuidad, siendo titular en la mayoría de los encuentros. Ese mismo año obtuvo el título del Torneo Clausura 2007, logro que lo condujo a participar en la Copa Libertadores 2008.

### Universitario de Deportes
En diciembre de 2009 fue transferido al Universitario de Deportes. Su debut oficial con Universitario se produjo el 11 de abril de 2010 frente a la Universidad César Vallejo por un partido del Campeonato Descentralizado 2010, el cual finalizó con un marcador de 2-0 a favor de los cremas. Juan Máximo Reynoso le dio la confianza necesaria y le asignó la camiseta número 10.
En 2014 fue fichado por el FBC Melgar.
En 2020 jugó en Carlos Stein.

## Clubes y estadísticas
Datos actualizados hasta el 18 de diciembre de 2015.
| Club                           | Temporada        | Liga     | Liga  | Copa Inter. | Copa Inter. | Total    | Total |
| Club                           | Temporada        | Partidos | Goles | Partidos    | Goles       | Partidos | Goles |
| ------------------------------ | ---------------- | -------- | ----- | ----------- | ----------- | -------- | ----- |
| Coronel Bolognesi Perú         | 2006             | 1        | 0     | —           | —           | 1        | 0     |
| Coronel Bolognesi Perú         | 2007             | 31       | 4     | 1           | 0           | 32       | 4     |
| Coronel Bolognesi Perú         | 2008             | 23       | 2     | 1           | 0           | 24       | 2     |
| Coronel Bolognesi Perú         | 2009             | 24       | 3     | —           | —           | 24       | 3     |
| Coronel Bolognesi Perú         | Total            | 79       | 9     | 2           | 0           | 81       | 9     |
| Universitario de Deportes Perú | 2010             | 12       | 1     | —           | —           | 12       | 1     |
| Universitario de Deportes Perú | 2011             | 5        | 0     | —           | —           | 5        | 0     |
| Universitario de Deportes Perú | Total            | 17       | 1     | —           | —           | 17       | 1     |
| Cobresol Perú                  | 2012             | 19       | 0     | —           | —           | 19       | 0     |
| Cobresol Perú                  | Total            | 19       | 0     | —           | —           | 19       | 0     |
| Real Garcilaso Perú            | 2012             | 1        | 0     | —           | —           | 1        | 0     |
| Real Garcilaso Perú            | Total            | 1        | 0     | —           | —           | 1        | 0     |
| Alianza Universidad Perú       | 2013             | 19       | 1     | —           | —           | 19       | 1     |
| Alianza Universidad Perú       | Total            | 19       | 1     | —           | —           | 19       | 1     |
| FBC Melgar Perú                | 2014             | 21       | 2     | —           | —           | 21       | 2     |
| FBC Melgar Perú                | Total            | 21       | 2     | —           | —           | 21       | 2     |
| Alianza Atlético Perú          | 2015             | 33       | 2     | —           | —           | 33       | 2     |
| Alianza Atlético Perú          | Total            | 33       | 2     | —           | —           | 33       | 2     |
| Total en carrera               | Total en carrera | 189      | 15    | 2           | 0           | 191      | 15    |

## Palmarés

### Campeonatos nacionales
| Título          | Club              | País | Año  |
| --------------- | ----------------- | ---- | ---- |
| Torneo Clausura | Coronel Bolognesi | Perú | 2007 |